# Spirobolus joannisi
Spirobolus joannisi är en mångfotingart som beskrevs av Henri W. Brölemann 1896. Spirobolus joannisi ingår i släktet Spirobolus och familjen Spirobolidae. Inga underarter finns listade i Catalogue of Life.